# Гомбе (город, Нигерия)
Гомбе (англ. Gombe) — город на востоке Нигерии, административный центр штата Гомбе.

## Географическое положение
Город находится в центральной части штата, к западу от реки Гонгола (правый приток реки Бенуэ). Абсолютная высота — 420 метров над уровнем моря.
Гомбе расположен на расстоянии приблизительно 420 километров к востоку-северо-востоку (ENE) от Абуджи, столицы страны.

## Население
По данным переписи 1991 года численность населения Гомбе составляла 163 604 человек.
Динамика численности населения города по годам:
| 1991    | 2012    |
| ------- | ------- |
| 163 604 | 198 546 |

## Транспорт
Сообщение Гомбе с другими городами Нигерии осуществляется посредством железнодорожного и автомобильного транспорта.
В 17 километрах к западу от города расположен одноимённый аэропорт (IATA: GMO, ICAO: DNGO).